# Gedenkmünzen zum fünfhundertsten Jahrestag der Entdeckung Amerikas durch Christoph Kolumbus
Die Gedenkmünzen zum 500. Jahrestag der Entdeckung Amerikas durch Christoph Columbus sind eine Serie von Gedenkmünzen, die 1992 von der United States Mint herausgegeben wurden.

## Rechtliche Grundlage
Der Christopher Columbus Quincentenary Coin Act (Pub.L. 102-281) genehmigte die Herstellung von drei Münzen zum Gedenken an den 500. Jahrestag der Entdeckung Amerikas am 12. Oktober 1492. Die Münzen wurden erstmals am 28. August 1992 ausgegeben.

## Designs

### Halber Dollar
Die Vorderseite der von T. James Ferrell entworfenen Münze zeigt eine Ganzkörperdarstellung von Christoph Kolumbus mit ausgestreckten Armen bei der Landung, mit seiner aussteigenden Mannschaft und einem kleinen Boot hinter ihm zu seiner Rechten, und einem Schiff im Hintergrund zu seiner Linken. Auf der Rückseite, die ebenfalls von Ferrell entworfen wurde, sind die Schiffe Niña, Pinta und Santa María abgebildet.

Vorderseite (links) und Rückseite des halben Dollars

### Dollar
Die Dollarmpnze wurde von John Mercanti entworfen. Sie zeigt auf der Vorderseite Kolumbus in Ganzkörperdarstellung, in der rechten Hand eine Fahne und in der linken eine Schriftrolle. Er steht neben einer Weltkugel auf einem Sockel. Die Rückseite wurde von Thomas D. Rogers entworfen und ist zweigeteilt. Zu sehen sind die linke JHälfte der Santa Maria und die rechte Hälfte der US-Raumfähre Discovery, begleitet von einem Stern und der Erde.

Vorderseite (links) und Rückseite des Dollars

### Halber Adler
Die Vorderseite entwarf T. James Ferrell. Sie zeigt Kolumbus, der in eine Karte von Amerika blickt. Die Rückseite (Thomas D. Rogers) stellt das Wappen des Admirals der Ozeane dar. Außerdem eine Karte der Alten Welt mit der Jahreszahl 1492.
|  |  |

Vorderseite (links) und Rückseite des Halben Adlers

## Spezifikationen
Halber Dollar
- Farbe des Schaukastens: Dunkelgrün
- Rand: geriffelt
- Gewicht: 11,34 Gramm
- Durchmesser: 30,61 Millimeter bzw. 1,205 Zoll
- Zusammensetzung: 92 % Kupfer, 8 % Nickel
- Maximale Auflage: 6.000.000

Dollar
- Display Box Farbe: Dunkelgrün
- Rand: geriffelt
- Gewicht: 26,730 Gramm; 0,8594 Feinunze
- Durchmesser: 38,10 Millimeter bzw. 1,50 Zoll
- Zusammensetzung: 90 % Silber, 10 % Kupfer
- Maximale Auflage: 4.000.000

Halber Adler
- Display Box Farbe: Dunkelgrün
- Rand: geriffelt
- Gewicht: 8,359 Gramm; 0,2687 Feinunze
- Durchmesser: 21,59 Millimeter; 0,850 Zoll
- Zusammensetzung: 90 % Gold, 6 % Silber, 4 % Kupfer
- Maximale Auflage: 500.000